# Andorra i olympiska sommarspelen 1996
Andorra deltog i de olympiska sommarspelen 1996 med en trupp bestående av åtta deltagare, men ingen av landets deltagare erövrade någon medalj.

## Friidrott
Herrarnas maraton
- Toni Bernado — 2:31,28 (→ 87:e plats)